# Брамбелтон (Вірджинія)
Брамбелтон (англ. Brambleton) — переписна місцевість (CDP) в США, в окрузі Лаудун штату Вірджинія. Населення — 23 486 осіб (2020).

## Географія
Брамбелтон розташований за координатами 38°58′49″ пн. ш. 77°31′58″ зх. д. / 38.98028° пн. ш. 77.53278° зх. д. (38.980243, -77.532796).  За даними Бюро перепису населення США в 2010 році переписна місцевість мала площу 15,04 км², з яких 14,90 км² — суходіл та 0,14 км² — водойми.

## Демографія
Згідно з переписом 2010 року, у переписній місцевості мешкало 9845 осіб у 3100 домогосподарствах у складі 2541 родини. Густота населення становила 655 осіб/км².  Було 3265 помешкань (217/км²).
Расовий склад населення:
| - 60,6 % — білих - 25,9 % — азіатів - 6,8 % — чорних або афроамериканців - 0,2 % — корінних американців - 0,1 % — вихідців з тихоокеанських островів - 1,6 % — осіб інших рас |

До двох чи більше рас належало 4,9 %. Частка іспаномовних становила 5,9 % від усіх жителів.
За віковим діапазоном населення розподілялося таким чином: 35,8 % — особи молодші 18 років, 62,2 % — особи у віці 18—64 років, 2,0 % — особи у віці 65 років та старші. Медіана віку мешканця становила 31,5 року. На 100 осіб жіночої статі у переписній місцевості припадало 99,0 чоловіків;  на 100 жінок у віці від 18 років та старших — 97,8 чоловіків також старших 18 років.
Середній дохід на одне домашнє господарство  становив 167 562 долари США (медіана — 167 378), а середній дохід на одну сім'ю — 175 805 доларів (медіана — 175 000). Медіана доходів становила 109 764 долари для чоловіків та 81 559 доларів для жінок. За межею бідності перебувало 2,4 % осіб, у тому числі 3,5 % дітей у віці до 18 років та 5,9 % осіб у віці 65 років та старших.
Цивільне працевлаштоване населення становило 8274 особи. Основні галузі зайнятості: науковці, спеціалісти, менеджери — 29,6 %, освіта, охорона здоров'я та соціальна допомога — 14,2 %, фінанси, страхування та нерухомість — 9,4 %, публічна адміністрація — 9,3 %.